# Rue du Tage
La rue du Tage est une voie du 13e arrondissement de Paris située dans le quartier de la Maison-Blanche.

## Situation et accès
La rue du Tage est desservie à proximité par la ligne 7 à la station Maison Blanche et la ligne 3a du tramway d'Île-de-France.

## Origine du nom
Elle porte le nom du fleuve hispano-portugais, le Tage.

## Historique
Ancien « chemin du Bel-Air » de la commune de Gentilly, devenue « rue du Génie » lors de son annexion en 1863 par la ville de Paris, cette rue prend sa dénomination actuelle le 1er février 1877.